# 36 – Harminchat
A 36 – Harminchat (36 Quai des Orfèvres) 2004-ben bemutatott francia krimi Olivier Marchal rendezésében. A film forgatókönyvét Olivier Marchal rendező megtörtént események alapján írta. A film Dominique Loiseau, volt rendőr történetét dolgozza fel, akit, egy balul sikerült rendőrségi akció után, bűnbakként ártatlanul ítéltek börtönbüntetésre. Loiseau karakterét a filmben Daniel Auteuil alakítja.

## Történet
Párizsban a bűnmegelőzési nyomozó hivatal vezetője Léo Vrinks és csapata kollégájukat, Eddy Valence-t, búcsúztatják. Miközben Vrinks egyik ismerősét Manou-t, a bártulajdonost, bárjában brutálisan megverik. Ugyanezen éjszaka során egy fegyveres banda pedig megint kirabol egy pénzszállító autót. A rendőrség két rivalizáló alosztálya kapja a feladatot, hogy kerítsék kézre a tetteseket. A két egység vezetője, Vrinks és Klein, mindketten esélyesek a megüresedett rendőrfőnöki posztra, ezért szívügyüknek tartják a banda felderítését. Bár korábban barátok voltak, de viszonyuk megromlott. Manou egyik támadóját Vrinks és társai megtalálják, akit alaposan helybenhagynak és megfenyegetnek. Vrinks-et felkeresi egyik besúgója, aki éppen kimenőt kapott a börtönből. Felajánlja, hogy alibiért cserébe, segít Vrinks-nek az ügyben. Vrinks utólag jön rá, hogy  a besúgót egy gyilkosságnál kell fedeznie az információért cserébe. A kapott információk alapján rajtaütést terveznek. De amikor a bandát megpróbálják elfogni, Klein saját akcióba kezd, a rajtaütés balul sül el, Vrinks kollégáját Eddy Valence-t lelövik. Klein kideríti, hogy a gyilkosság során, amit Vrinks besúgója követett el, életben maradt egy szemtanú, aki tanúskodna Vrinks ellen. Klein kihasználja az alkalmat, hogy megkaparintsa a rendőrfőnöki posztot, feladja kollégáját. Vrinks-et több évre börtönbe zárják. Vrinks feleségét Klein csalinak használja, hogy elkapja a besúgót, azonban az akció során Camille meghal. Vrinks bosszút esküszik. A szabadulása után felkeresi Titi-t, akivel korábban együtt dolgozott. Titi verekedésbe keveredik azzal az emberrel, aki Manou egyik támadója volt és akit Vrinks-ék megfenyegettek. Titi-t hazafelé megtámadják és brutálisan megverik, majd arról faggatják, ki volt a rendőrtársa. Titi megad egy nevet. Vrinks elmegy egy estélyre, hogy megkeresse Klein-t. Találkoznak, Vrinks fegyvert fog Klein-re, hogy megölje, de meggondolja magát, otthagyja a fegyvert és elmegy. Klein még aznap este meghal. Kiderül, hogy Manou támadói lelőtték, mert bosszúból Titi Klein nevét adta meg, Vrinksé helyett.

## Szereplők
- Gérard Depardieu – Denis Klein (Helyey László)
- Daniel Auteuil – Léo Vrinks (Szerednyey Béla)
- Valeria Golino – Camille Vrinks (Zakariás Éva)
- Francis Renaud – Titi Brasseur (Végh Péter)
- Catherine Marchal – Ève Verhagen (Bognár Anna)
- Daniel Duval – Eddy Valence (Varga Tamás)
- Mylène Demongeot – Manou Berliner (Menszátor Magdolna)
- Olivier Marchal – Christo (Holl János)
- Roschdy Zem – Hugo Silien (Seder Gábor)
- André Dussollier – Robert Mancini (Ujréti László)

További szereplők magyar hangja: Bodrogi Attila, Kardos Gábor, Talmács Márta, Végh Ferenc

## Díjak, jelölések

### César-díj(2005)
- jelölés: legjobb film
- jelölés: legjobb rendező
- jelölés: legjobb eredeti forgatókönyv
- jelölés: legjobb színész
- jelölés: legjobb férfi mellékszereplő
- jelölés: legjobb női mellékszereplő
- jelölés: legjobb vágás
- jelölés: legjobb hang)

### Camerimage (2005)
- jelölés: Arany Béka (Denis Rouden)